# شعب الهيريرو
شعب الهيريرو هي مجموعة عرقية تعيش في مناطق من أفريقيا الجنوبية. الأغلبية تعيش في ناميبيا، مع وجود البقية في كل من بوتسوانا وأنغولا. كان هناك ما يقدر بنحو 250,000 شخص من الهيريرو في ناميبيا في عام 2013. وهم يتحدثون اللغة الهيريرو، وهي إحدى لغات البانتو.
سنة 1904، حدثت حملة إبادة عرقية وعقاب جماعي قامت بها الإمبراطورية الألمانية في جنوب غرب إفريقيا (ناميبيا الآن) ضد «هيريرو» و«الناما». تعتبر أول إبادة جماعية في القرن العشرين. حدثت بين عامي 1904 و1908.